# Neoherpisticus
Neoherpisticus är ett släkte av skalbaggar. Neoherpisticus ingår i familjen vivlar.
Kladogram enligt Catalogue of Life:
| Neoherpisticus | \| \| Neoherpisticus striatus \| \| \| \| |
|                | \| \| Neoherpisticus striatus \| \| \| \| |
|                | Neoherpisticus striatus                   |
|                |                                           |